# CENTRIXS

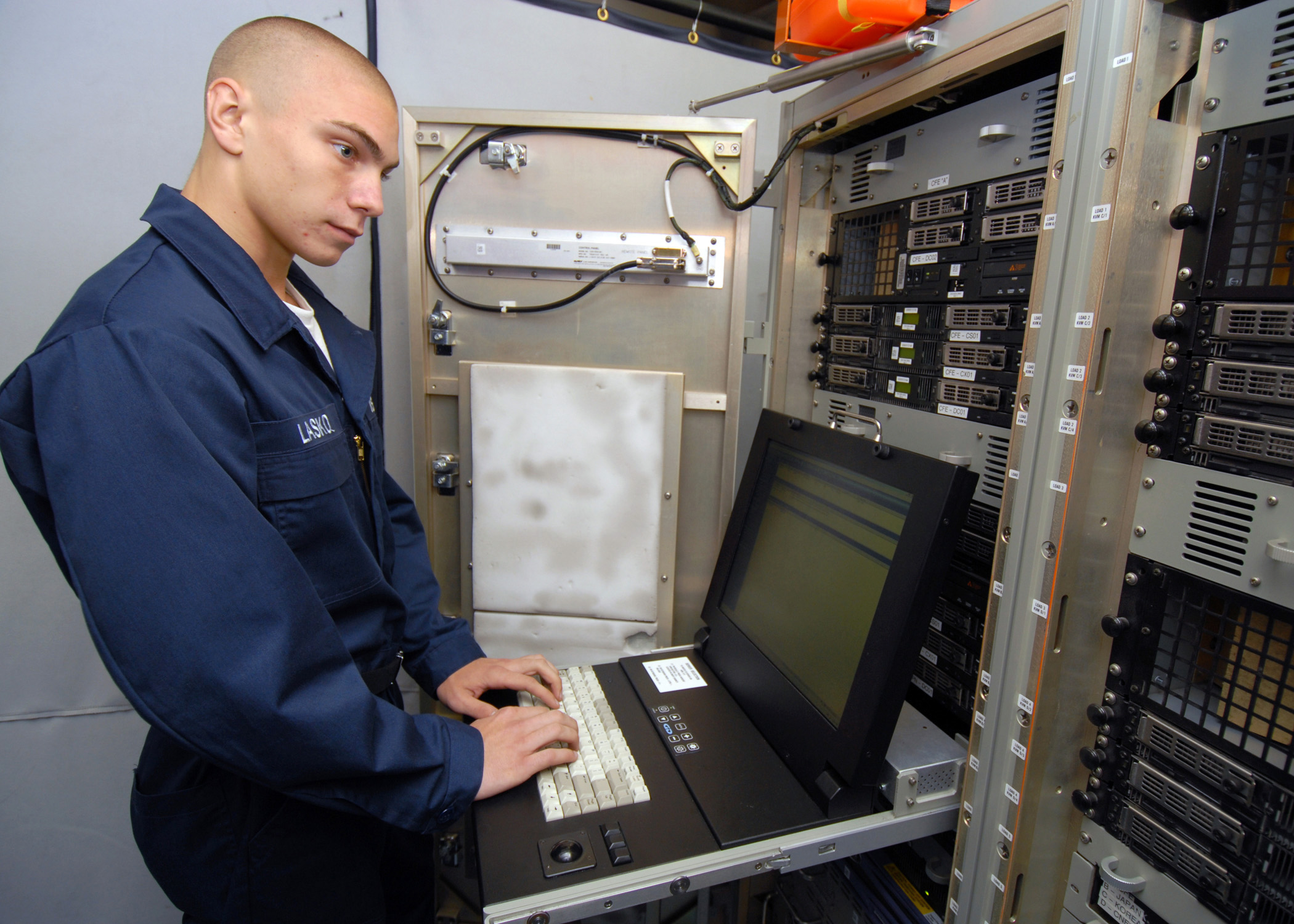
CENTRIXS-M端末。

CENTRIXS（英語: Combined Enterprise Regional Information Exchange System, 汎世界連合情報交換システム）は、アメリカ合衆国軍によって運営されるC4Iシステム。アメリカ合衆国およびその同盟国の軍隊との情報共有に用いられる。

## 来歴

### 太平洋軍での着手 (COWAN)
のちにCENTRIXSに至る試みは、アメリカ太平洋軍において着手された。1998年の環太平洋合同演習において、演習に参加する環太平洋地域諸国軍の間で情報を共有するために配備されたシステムがそれである。これは当初、単にCWAN（Coalition Wide Area Network）と呼ばれていたが、まもなくCOWAN（Combined Operations Wide Area Network）と称されるようになった。
初期のシステムは、STU-IIIセキュア通信電話機およびインマルサット衛星通信を通じて直接通信を行なっていたが、まもなく、SHF帯のインマルサットB衛星通信の導入とともに、SIPRNetを介してwebブラウジングおよび電子メール送受信が行なわれるようになった。この新しい機能は、リムパック2000およびタンデム・スラスト2001（米豪合同）演習において披露された。
演習後、同盟国軍間のネットワークはCOWAN-Aと改称され、これとSIPRNetとの間でセキュアな電子メール送受信を実現するため、3年間の期限でDSAWG（Department of Defense Security and Accreditation Working Group）が組織された。COWAN-Aは、オーストラリア、カナダ、イギリス、そしてアメリカ合衆国の間のネットワークであった。2001年、太平洋軍は、同盟国間のネットワークをさらに強化する必要性を認め、4月より、参謀部C4システム部（N6）は、SSCサンディエゴと共同で作業を開始した。2002年に行なわれた6か国合同のコブラゴールド演習においては、COWAN-Aに加えて、新たにタイ王国軍とアメリカ海兵隊第3海兵遠征軍との情報共有のためにCOWAN-Tが立ちあげられた。また時期は不明であるが、COWAN-Aの4か国にニュージーランドを加えた5か国との間で戦略レベル情報を共有するためのCOWAN-Bが、また日本との間にCOWAN-J、韓国との間にCOWAN-Kが、それぞれ設置されている。

### 中央軍での発展 (CENTRIXS)
一方、1999年ごろより、アメリカ中央軍においても、同盟国軍と情報を共有するためのC4Iシステムの必要性が認識されるようになっていた。2001年、C3I担当国防次官補代理（ASD C3I）と中央軍司令部は、太平洋軍のCOWANの技術に準拠した多国間の情報共有システムとしてCOWAN-C（のちにCENTRIXS）の配備を決定した。
2002年1月、ASD C3Iは、CENTRIXSをCENTRIXS-GCTF（CENTRIXS-Global Counter Terrorism Force）として、不朽の自由作戦における骨幹的ネットワークに拡張することを決定した。また同年10月には、この中央軍のCENTRIXS-GCTFと太平洋軍のCOWANのネットワークが連接され、適切な権限を持ったユーザーであれば、双方の情報資源にアクセスできるようになった。そして2003年2月、COWANはCENTRIXSの一環となり、従来のCOWAN-AはCENTRIXS-4EYESと改称された。

## 構成

### ネットワーク
現在、CENTRIXSシリーズのネットワークは世界各地に構成されている。これらのネットワークは、いずれもアメリカ国防情報システム局（DISA）による多国間情報共有プログラム（MNIS）のサポート下に構築されており、相互に連接されていることから、適切な権限を持ったユーザーであれば、どのネットワークの情報資源にもアクセスできる。通信プロトコルとしてはインターネット・プロトコル・スイートを採用しており、ネットワーク上のドメイン名としては、ジェネリックトップレベルドメインに.mil、セカンドレベルドメインに.cmilを用いている。
CENTRIXS-4EYES（CFE）
#太平洋軍での着手において述べた通り、CENTRIXSの原型となったCOWAN-Aを改名したネットワークである。サードレベルドメインは.cfe。
オーストラリア軍、カナダ軍、イギリス軍、アメリカ軍が参加している。
CENTRIXS-GCTF
#中央軍での発展において述べた通り、不朽の自由作戦に参加する各国軍の間のネットワークである。サードレベルドメインは.gctf。
2009年の時点では66カ国から13,000のユーザーがアクセスしていた。
CENTRIXS-CNFC（Combined Naval Forces CENTCOM）
合同海上部隊（海上阻止行動やソマリア沖の海賊への対処作戦部隊）用のネットワークである。サードレベルドメインは.gctf-cnfc。
CENTRIXS-GCTFのサブセットであり、そのネットワーク内のVPNとして構築されている。秘密区分は緩く、加入ドメインも多い。
CENTRIXS-CMFP（Cooperative Maritime Forces Pacific）
主としてリムパック演習参加国間の情報共有に用いられるネットワークである。サードレベルドメインは.gctf-cmfp。
また二国間ネットワークとして、自衛隊向けのCENTRIXS-JPNや韓国軍向けのCENTRIXS-KOR（旧称は-R）、シンガポール軍向けのCENTRIXS-SGP、フィリピン軍向けのCENTRIXS-PHIなどがある。
CENTRIXS-MCFI（Multinational Coalition Forces Iraq）
イラクの自由作戦（OEF）に参加した各国軍の間で情報共有に用いられるネットワークである。サードレベルドメインは.mcfi。
CENTRIXS-ISAF（International Security Assistance Forces Afghanistan）
アフガニスタンで活動する国際治安支援部隊（ISAF）に参加した各国軍の間で情報共有に用いられるネットワークである。サードレベルドメインは.isaf。
CENTRIXS-IANTN（Inter-American Naval Telecommunications Network）
アメリカ軍とラテンアメリカ諸国軍の間での情報共有に用いられるネットワークである。アルゼンチン軍、ブラジル軍、ボリビア軍、チリ軍、コロンビア軍、ドミニカ共和国軍、エクアドル軍、グアテマラ軍、ホンジュラス軍、メキシコ軍、ニカラグア軍、パナマ軍、パラグアイ軍、ペルー軍及びウルグアイ軍の16か国軍が参加している。

### 通信回線
CENTRIXSにおいては、暗号化は端末側で行なわれることから、データ通信に対応してさえいれば、民間の通信回線であっても使用することができる。運用形態の関係上、通常は衛星通信が採用される。
アメリカ軍以外においては当初からインマルサットが主流であったが、近年では通信費用の面から、アメリカ軍も含めて、アメリカのKVHインダストリーズ社と日本のスカパーJSAT社によるローミング・サービスの採用も広がっている。

### 端末
CENTRIXSで使用される端末は、いずれも、商用オフザシェルフ（COTS）化が徹底されている。オペレーティングシステムとしてはいずれもMicrosoft Windowsが使用されており、ブロック0/1においては、サーバーOSとしてはMicrosoft Windows Server 2003、クライアントOSとしてはMicrosoft Windows XP、グループウェア用ミドルウェアとしてはLotus Dominoを採用し、またWindowsの更新プログラム適用制御用としてMSUSサーバーが設置された。

#### CENTRIXS-M
艦載用の固定式端末はAN/USQ-185 CENTRIXS-Mとして制式化されており、基本的に、作戦術レベル指揮官用としてのフォース・レベル（FL）プラットフォームと、戦術レベル指揮官用のユニット・レベル（UL）プラットフォームの二種類が存在する。FLプラットフォームは航空母艦や強襲揚陸艦、ULプラットフォームは水上戦闘艦やドック型揚陸艦に搭載される。
CENTRIXS-Mの前身となるCOWAN端末の開発は2002年より開始されており、2004年よりCENTRIXS-Mに切りかえられた。これらの初期生産型はブロック0,I,IIと称される。また2008会計年度からは改良型のブロックIIインクリメントII（BLK II/II）の開発が開始されており、これは2009会計年度より全規模生産に入る予定である。

#### 可搬式端末
リムパック演習などの多国間活動での情報共有用として開発されたことから、CENTRIXS非対応艦に臨時に設置するための可搬式端末も開発されている。
CFAK（CENTRIXS Fly-Away Kit）は、インマルサット通信による64kbpsのデータ通信を使用するものであり、ラップトップ型端末とネットワークスイッチ、ルーター、セキュア通信機、RS-422/RS-232コンバータによって構成される。
CPOK（CENTRIXS Portable Operations Kit）は、イリジウム衛星電話による2.4kbpsのデータ通信を使用するものであり、ラップトップ型端末とセクテラ・ワイヤライン セキュア通信機によって構成される。

## 機能
標準的なCENTRIXSネットワークは、下記のような機能を実現できる。ただし二国間ネットワークの場合、一部の機能が制限されていることがある。
共通状況図の生成
CENTRIXSの最重要の機能は、参加する各ユニット間で共通作戦状況図（COP）および共通インテリジェンス状況図（CIP）を生成することである。このために、CENTRIXSにおいては、C2PC（Command and Control Personal Computer）ソフトウェアが使用される。
事務作業の自動化
Microsoft Officeがインストールされている。
Webベースの情報共有
ファイル共有、ウェブサイトの作成および閲覧、電子メールの送受信、チャット、IP電話。